# Louis Augustaaf van Gasteren
Louis Augustaaf van Gasteren (Rotterdam, 14 november 1887 – Utrecht, 9 juli 1962) was een Nederlandse toneelspeler.

## Loopbaan
Louis van Gasteren studeerde aan de Amsterdamse Toneelschool. Hij voltooide zijn studie bij Max Reinhardt. Eduard Verkade en Willem Royaards. Van Gasteren debuteerde in 1908 en vertolkte meer dan 400 rollen. Hij speelde onder andere bij het gezelschap van Verkade (Die Haghespielers) en bij de troep van Royaards. In 1959 nam hij afscheid van het toneel.

## Persoonlijk leven
Louis Augustaaf van Gasteren was een zoon van Louis Augustaaf van Gasteren en Johanna Jeannette Feucht. Hij trouwde in 1917 met de zangeres Elise Menagé Challa en was de vader van de actrice Josephine van Gasteren (1917-1989) en filmregisseur Louis van Gasteren (1922-2016). 
Van Gasteren overleed na een ziekbed op 74-jarige leeftijd in het Stads- en Academisch Ziekenhuis Utrecht. Onder grote belangstelling vond op 13 juli 1962 een uitvaartplechtigheid plaats in de Stadsschouwburg Amsterdam, waarna Van Gasteren werd gecremeerd in het crematorium van Driehuis-Westerveld.
- International Standard Name Identifier: 0000 0000 3911 2561
- Library of Congress Control Number: nb2006024265
- Nederlandse Thesaurus van Auteursnamen: 071405453
- Virtual International Authority File: 63532879
- WorldCat: E39PBJghm8mcXjjDtxxwvVWRrq